# ByeAlex
Alex Márta (Kisvárda, 6 juni 1984), beter bekend als ByeAlex, is een Hongaars zanger.
Op 2 maart 2013 werd hij tijdens de Hongaarse preselectie door het publiek gekozen als Hongaarse inzending voor het Eurovisiesongfestival 2013 in Malmö. Tijdens de liveshow, die door meer dan een miljoen Hongaren werd bekeken, kwamen 244.000 geldige stemmen binnen. De vakjury had overigens de zanger András Kállay-Saunders verkozen tot favoriet met het nummer My baby.
Het lied dat ByeAlex vertolkte heet Kedvesem (Mijn lief), dat hij samen met Zoltán Palásti Kovács (ook bekend als Zoohacker) schreef.
Op 16 mei kwam ByeAlex door de tweede halve finale heen en eindigde als 10de in de finale.
Alex Márta heeft in Kisvárda het gymnasium doorlopen en studeerde daarna filosofie aan de Universiteit van Miskolc.

## Discografie

### Albums
- Szörpoholista (2013)

### Singles
| Single met eventuele hitnotering(en) in de Nederlandse Top 40 | Datum van verschijnen | Datum van binnenkomst | Hoogste positie | Aantal weken | Opmerkingen                 |
| ------------------------------------------------------------- | --------------------- | --------------------- | --------------- | ------------ | --------------------------- |
| Kedvesem                                                      | 2013                  | -                     |                 |              | Nr. 35 in de Single Top 100 |
| Nekemte                                                       | 2013                  | -                     |                 |              |                             |
| Messziről                                                     | 2013                  | -                     |                 |              |                             |
| 30 (losse single, niet van een album)                         | 2015                  | -                     |                 |              |                             |

| Single met hitnotering(en) in de Vlaamse Ultratop 50 | Datum van verschijnen | Datum van binnenkomst | Hoogste positie | Aantal weken | Opmerkingen |
| ---------------------------------------------------- | --------------------- | --------------------- | --------------- | ------------ | ----------- |
| Kedvesem                                             | 2013                  | 25-05-2013            | tip33           | -            |             |

1994: Friderika Bayer · 
1995: Csaba Szigeti · 
1997: VIP · 
1998: Charlie · 
2005: NOX · 
2007: Magdi Rúzsa · 
2008: Csézy · 
2009: Zoli Ádok · 
2011: Kati Wolf · 
2012: Compact Disco · 
2013: ByeAlex · 
2014: András Kállay-Saunders · 
2015: Boggie · 
2016: Freddie · 
2017: Joci Pápai · 
2018: AWS · 
2019: Joci Pápai
- International Standard Name Identifier: 0000 0004 6258 8946
- Library of Congress Control Number: n2017042809
- MusicBrainz: 9d8211cc-5d95-4284-8d54-4e4bd5190477
- Virtual International Authority File: 22150083868214942498
- WorldCat: E39PBJxMpdMdDy3Dk9dt9JrQbd